# Bobby (rapero)
Kim Ji-won (hangul: 김지원; Seúl, 21 de diciembre de 1995), más conocido por su nombre artístico Bobby (hangul: 바비), es un rapero, cantante, compositor, modelo, productor y bailarín surcoreano. Es conocido como miembro la boyband surcoreana iKON.
Es notable por ser el primer rapero ídolo y competidor más joven en haber ganado el concurso de rap de televisión Show Me The Money, con tan sólo 18 años. Junto a Mino, forma parte del dúo de hip hop MOBB, formado en septiembre de 2016.

## Vida y carrera

### 1995-2013: Primeros años y traslado a Estados Unidos
Bobby nació en Seúl, Corea del Sur, pero más tarde se trasladó a Fairfax, Virginia, Estados Unidos, con sus padres hasta que estuvo en la escuela secundaria. Más tarde pasó la audición de YG en Nueva York y se trasladó a Corea a la edad de 16 años.

### 2013-2015: Apariciones en reality shows y debut con iKON
Después de unirse a YG Entertainment el 10 de enero de 2011, participó como aprendiz en el programa de supervivencia WIN: Who is Next en 2013, compitiendo contra otros aprendices por la oportunidad de debutar como grupo. Él era miembro del grupo de aprendices «Team B». Después de que el show había terminado, hizo un cameo con el resto del Team B en el video musical para el sencillo «Ringa Linga» de Taeyang, y contribuyó a la letra del sencillo debut «Empty» de WINNER.
En mayo de 2014, realizó una audición con éxito para la tercera temporada de la competencia de rap Show Me The Money, ganando la serie en general como parte del equipo «Illionaire» con Dok2 y The Quiett de Illionaire Records, ganando $100,000 y un concierto especial. Durante la emisión del programa, lanzó varios sencillos en colaboración con otros artistas, los cuales se posicionaron bien en las listas musicales de Corea del Sur. El 13 de septiembre, apareció en el concierto Illionaire Records 11:11 junto a Dok2, The Quiett y Beenzino.
En octubre de 2014, participó en el sencillo «Born Hater» de Epik High junto a Beenzino, Verbal Jint, B.I y Mino, y el 11 de noviembre participó en el sencillo «I'm Different» de Hi Suhyun, una unidad proyecto compuesta de Lee Hi y Lee Suhyun de Akdong Musician. Ese mes, él también colaboró con Dok2 en el sencillo «Come Here» de Masta Wu. Interpretó «Born Hater» con Epik High en los premios Mnet Asia Music Awards de 2014, interpretando también «Come Here» y su sencillo «YGGR». Fue incluido en la lista de Hombres del Año 2014 de GQ Corea.
Se convirtió en parte de iKON a través del programa de supervivencia Mix & Match de Mnet. El grupo debutó oficialmente el 15 de septiembre de 2015, con el sencillo «My Type».

### 2016-presente: Debut solista, MOBB, yLove and Fall
Bobby hizo su debut como artista en solitario el 7 de septiembre de 2016, con el sencillo «HOLUP!» (hangul: 꽐라). El sencillo fue lanzado como parte de un EP de cuatro pistas, The MOBB, una colaboración entre Bobby y Mino bajo el nombre de MOBB. Lanzaron los sencillos «Full House» (hangul: 붐벼) y «Hit Me» (hangul: 빨리 전화 해) el 9 de septiembre.
Después de un año de pausas en las actividades en solitario, Bobby lanzó su primer álbum de estudio de larga duración Love and Fall el 14 de septiembre. Ambos sencillo promocionales del álbum, «I Love You» (hangul: 사랑해) y «Runaway», fueron coescritos por Bobby; el primero fue producido por Kang Uk-jin y Diggy y el último producido por Choice37.

### Vida personal
El 20 de agosto de 2021, Bobby anunció su compromiso con su novia y que esperaba un hijo en septiembre. El 27 de septiembre de 2021 se hizo público que había nacido su hijo.

## Discografía

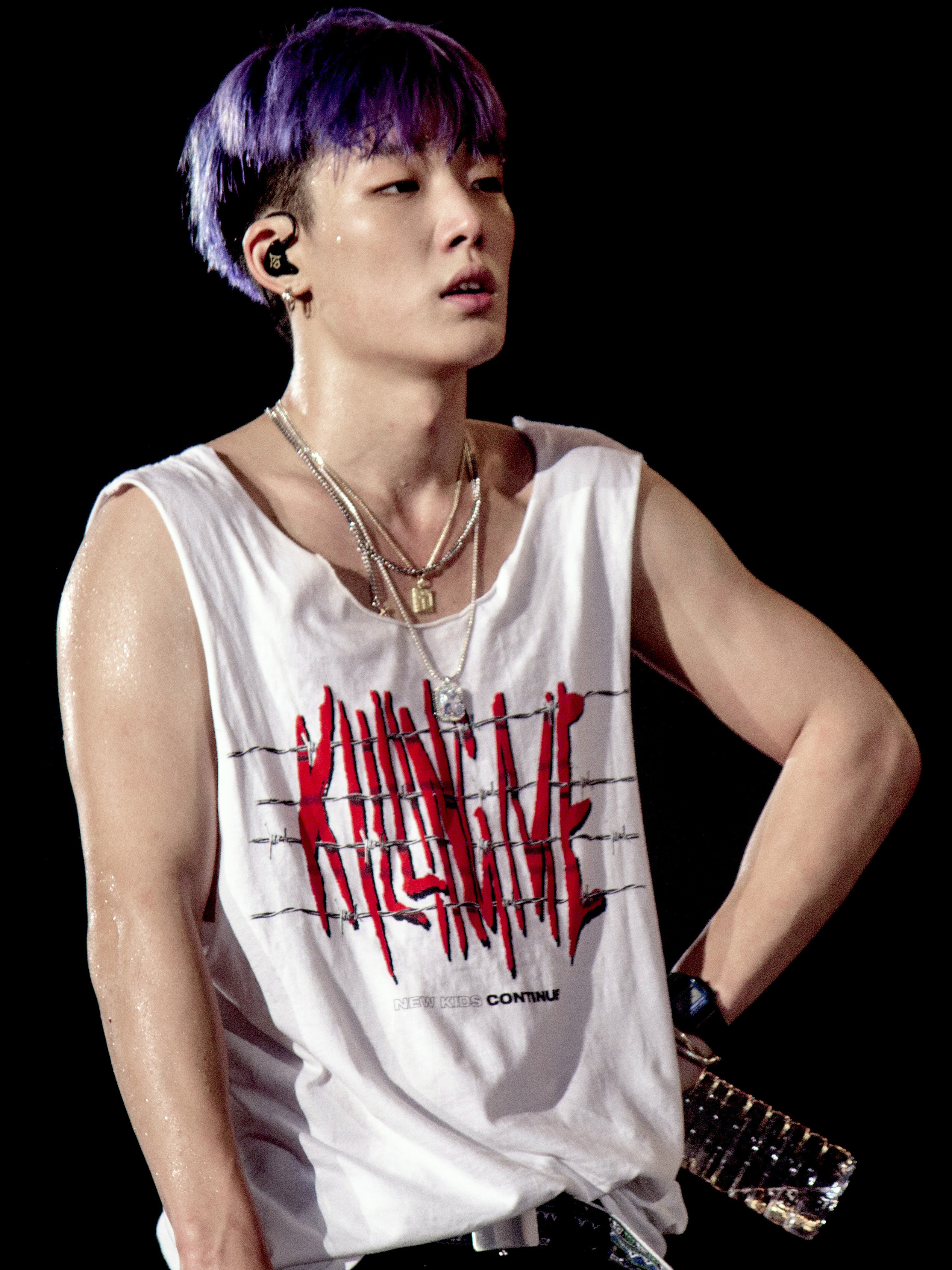
Bobby durante el concierto iKON 2018 Continue en Seúl en agosto de 2018.

- Love and Fall (2017)

## Filmografía

### Programas de televisión
| Año  | Título                        | Notas                                            |
| ---- | ----------------------------- | ------------------------------------------------ |
| 2018 | Running Man                   | (ep. 416) - invitado - junto a B.I               |
| 2017 | Living Together in Empty Room | 4 episodios (Ep. 12-15) - miembro                |
| 2017 | King of Mask Singer           | participó como "Baby Octopus Prince" - (ep. 117) |
| 2016 | Infinite Challenge            | 3 episodios (ep. 466-468) - invitado             |
| 2015 | Running Man                   | 2 episodios (ep. 278-279) - invitado             |